# Karpati
Karpati su planinski lanac u srednjoj Europi. Dužina im je preko 1.300 km, a širina varira od 12 do 500 km. Nalaze se u dijelovima Češke, Austrije, Slovačke, Mađarske, Poljske, Ukrajine, Rumunjske i Srbije. Najviši vrh Karpata je Gerlachovský štít s 2655 m visine. Prosječna im je visina 1500 do 1600 m.
Karpati su mlade ulančane planine. Nastali su tijekom alpske orogeneze u kasnom mezozoiku i tercijaru (od 250 milijuna godina). Alpska orogeneza je proces nastanka mladih planina (alpsko-himalajski planinski sistem) kao posljedica kolizije euroazijske i afričke, te euroazijske i indijsko-australske litosferne ploče. Karpati su oblikovali luk i sa sjevera i istoka okružuju Panonsku nizinu. Dijele se na Zapadne, Istočne i Južne Karpate. Prema jugu se nastavljaju na Staru planinu u Bugarskoj.

## Etimologija
Toponim Karpati zabilježio je već Klaudije Ptolomej, no moderni oblik je novotvorenica u većini jezika. Naprimjer, u mađarskom jeziku tijekom srednjeg vijeka Karpati su bili poznati pod nazivom Havasok (hrv. Snježne planine) dok se u ruskim izvorima za Karpate koristio termin Mađarske planine. 
Toponim Karpati povezuje se s dačanskim plemenom pod nazivom Karpi (lat. Carpi) koji su - u antičkom razdoblju - živjeli na području današnje Rumunjske i Moldavije.

## Zapadni Karpati
Zapadni Karpati su najviši sjeverozapadni dio Karpata. Veći dio je unutar Slovačke, a manji u okolnim državama Poljskoj i Mađarskoj. Najvažnije planine unutar planinskog lanca Karpata u Slovačkoj su Tatre, u Poljskoj Beskidi a u Mađarskoj Mátra. U Češkoj u Karpate spada Češko-slovačko visočje uz granicu Češke i Slovačke. Najviši vrh Tatri je Gerlachovský štít, ujedno i najviši vrh cijelih Karpata. Iznad glavnog slovačkog grada Bratislave se protežu Mali Karpati. U Zapadnim Karpatima su značajna skijališta. Najveći gradovi unutar Karpata u Slovačkoj su Banská Bystrica, Košice, Prešov i Žilina, u Češkoj su Ostrava (oko nje ima mnogo nalazišta ugljena) i Zlín, u Poljskoj su Bielsko-Biała, Nowy Sącz i Zakopane, a u Mađarskoj Miskolc. 

## Istočni Karpati
U istočnom dijelu Slovačke i Poljske planinski lanac Karpata zaokreće prema jugu. Tamo počinju Istočni Karpati koji se protežu kroz krajnji zapadni dio Ukrajine (tamo se nazivaju Šumoviti Karpati) i istočni dio Rumunjske gdje čine granicu povijesnih pokrajina Transilvanije i Moldavije. U Rumunjskoj je poznati kanjon Bicaz. Na Istočnim Karpatima postoje ugasli vulkani i vulkanske stijene. U jednom ugaslom vulkanu u Rumunjskoj postoji kratersko jezero Sveta Ana. Značajno je planinsko ljetovalište Băile Tușnad. Najveći gradovi na Istočnim Karpatima u Ukrajini su Mukačevo, Užgorod i Černivci, a u Rumunjskoj Piatra Neamț, Sighetu Marmației i Suceava.

## Južni Karpati
Južni Karpati se protežu kroz Rumunjsku i istočnu Srbiju. U Rumunjskoj se Južni Karpati još nazivaju Transilvanijske Alpe, te čine granicu povijesnih pokrajina Vlaške i Transilvanije. Najviši vrh Južnih Karpata je Moldoveanu. U Rumunjskoj oko grada Ploiești postoje značajna nalazišta nafte (jedno od najvećih nalazišta nafte na europskom kopnu). Rijeka Dunav se probija kroz Karpate između Rumunjske i Srbije i čini Đerdapsku klisuru. U Srbiji oko grada Bora postoje značajna nalazišta ruda. Karpati završavaju u istočnoj Srbiji, ali se lanac mladih planina nastavlja prema Bugarskoj gdje čini Staru planinu (planinu Balkan). Najveći gradovi u Južnim Karpatima u Rumunjskoj su Brașov, Drobeta-Turnu Severin, Petroșani, Ploiești, Rešica (Reșița) i Sibiu, a u Srbiji Bor i Vršac.

## Vanjske poveznice
- Rumunjski Karpati
- Informacije o Karpatima  Arhivirana inačica izvorne stranice od 28. prosinca 2008. (Wayback Machine)
- Dokumentarni film o životu karpatskih pastira u Ukrajini - Ivanki, autor: Boris Griškevič, 2011.

| Portal:Europa | Portal:Europa |

### Ostali projekti
|  | Zajednički poslužitelj ima još gradiva o temi Karpati |